# هرادک (ناحیه هرادتس کرالووه)
هرادک (به چکی: Hrádek) یک منطقهٔ مسکونی در جمهوری چک است که در ناحیه هرادتس کرالووه واقع شده‌است. هرادک ۱۸۳ نفر جمعیت دارد.